# Chích mày đen
Chích mày đen (danh pháp khoa học: Acrocephalus bistrigiceps) là một loài chim trong họ Acrocephalidae.